# Groveniederung
Die Groveniederung ist ein Naturschutzgebiet in den niedersächsischen Gemeinden Beverstedt und Schiffdorf im Landkreis Cuxhaven.

## Allgemeines
Das Naturschutzgebiet mit dem Kennzeichen NSG LÜ 327 ist rund 62 Hektar groß. Der größte Teil des Naturschutzgebietes ist gleichzeitig ein Teil des FFH-Gebietes „Niederung von Geeste und Grove“. Im Süden grenzt es an das Naturschutzgebiet „Silbersee und Laaschmoor“, im Norden an das Naturschutzgebiet „Geesteniederung“, so dass es die beiden Naturschutzgebiete miteinander vernetzt. Das Gebiet steht seit dem 6. Juli 2018 unter Naturschutz. Zuständige untere Naturschutzbehörde ist der Landkreis Cuxhaven.

## Beschreibung
Das Naturschutzgebiet liegt östlich von Bremerhaven. Es erstreckt sich entlang der Talniederung der Grove von der Querung des Bachs beim Silbersee südlich von Wehdel bis etwas unterhalb der Querung des Bachs bei Altluneberg und stellt den Bachlauf der Grove und der Altgrove mit seiner Uferzone und einem schmalen Gewässerrandstreifen auf nahezu seiner gesamten Länge unter Schutz. Zwischen Wehdel und Wollingst sind ein alter Auwald- und Bruchwaldrest, der in einen Eichen-Hainbuchenwald übergeht, und einige feuchte Grünlandflächen bzw. Röhrichte in das Naturschutzgebiet einbezogen. Die Wälder verfügen über einen hohen Alt- und Totholzanteil. Die Grove wird überwiegend von artenreichen Hochstaudenfluren begleitet. Bachbegleitende Gehölze sind nur vereinzelt ausgeprägt. In weiten Abschnitten des Baches ist eine artenreiche Wasservegetation mit Schwimmblattpflanzen und flutender Unterwasservegetation zu finden.
Neben anderen ist die Groveniederung Lebensraum für die FFH-Arten Bach- und Flussneunauge, Fischotter und Teichfledermaus. Neben der Teichfledermaus nutzen auch andere Fledermausarten die Niederung als Jagdrevier und Flugkorridor. Im Naturschutzgebiet sind verschiedene Vogelarten, darunter Eisvogel und Wasserralle, aber auch Kiebitz und Feldlerche heimisch. Die Wälder bieten u. a. Schwarzspecht und Waldkauz einen geeigneten Lebensraum. Für Weiß- und Schwarzstorch ist das Gebiet Nahrungshabitat. In der Niederung siedeln u. a. die gefährdeten Pflanzenarten Bachnelkenwurz, Sumpfdotterblume, Gewöhnliche Schuppenwurz, Hohe Schlüsselblume und Grünliche Waldhyazinthe, die Grove beherbergt neben Laichkräutern z. B. die Wasserfeder.
Das Naturschutzgebiet wird bei Wehdel von der Landesstraße 143 und der Bahnstrecke Bremerhaven-Wulsdorf–Buchholz sowie bei Altluneberg von zwei öffentlichen Straßen gequert. Bei Altluneberg grenzt das Naturschutzgebiet direkt an die Wohnbebauung des Ortes. Ansonsten ist es überwiegend von landwirtschaftlich genutzten Grünlandflächen umgeben.